# 伏爾加高地
伏爾加高地是歐陸俄羅斯的大片高地，屬於東歐平原的一部分。
海拔高度達375米，地形陡峭，東臨伏爾加河，北面是喀山，南面是伏爾加格勒，經過伏爾加高地的河流有霍皮奧爾河和蘇拉河。